# Vorkeimung

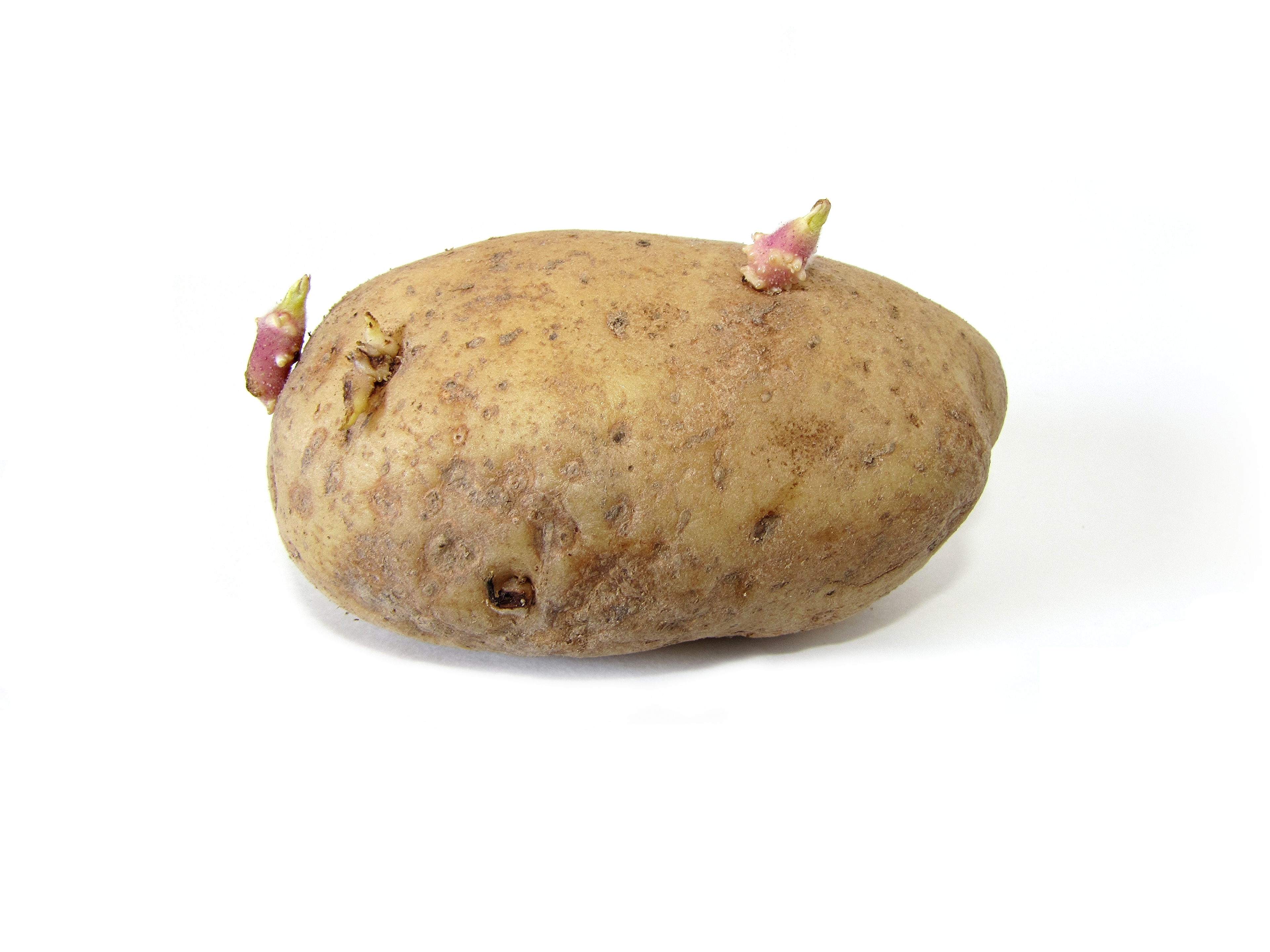
Vorgekeimte Kartoffel

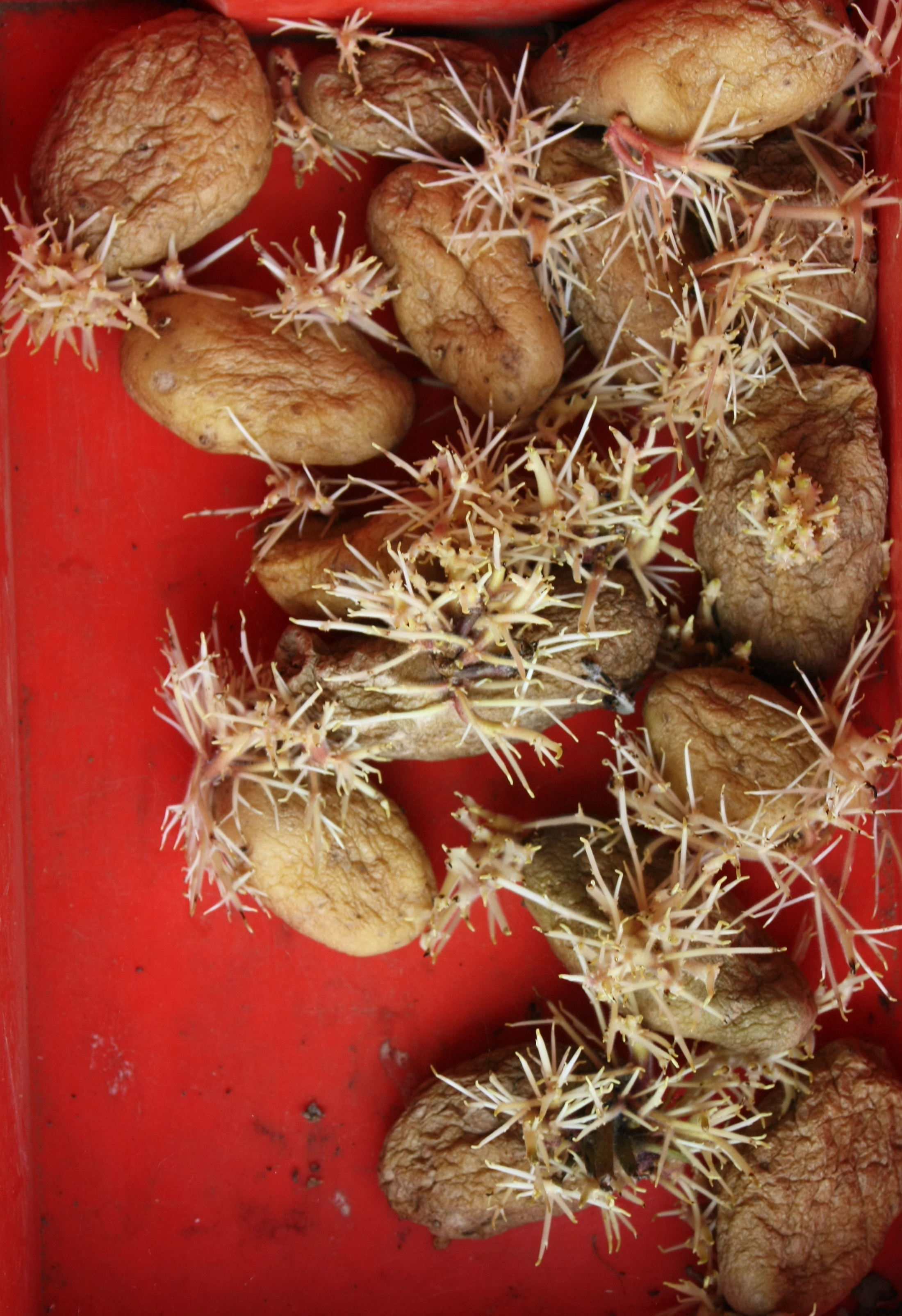
Solche ausgetrockneten Kartoffeln sind als Pflanzkartoffel weniger gut

Vorkeimung (auch Priming und Keimstimulierung) bezeichnet die Aktivierung des Keimvorganges vor der Aussaat. Insbesondere bei Frühkartoffeln und Gemüsesamen ist die Vorkeimung ein gängiges Verfahren. Es dient vor allem einem schnelleren und gleichmäßigeren Aufgang nach der Aussaat.

## Effekte innerhalb der Kartoffelknolle
Die Kartoffelknollen bilden unter dem Einfluss von Licht Glyko-Alkaloide wie etwa Solanin, das Krankheiten auf dem Pflanzgut reduziert.
In Versuchen der Landwirtschaftskammer Nordrhein-Westfalen war der Feldaufgang von nicht vorgekeimten Knollen in Jahren mit schlechtem Pflanzgut deutlich reduziert, in einem Jahr sogar bis 60 %. Vorgekeimte Knollen liefen immer fast vollständig auf.
Die Vorkeimung begünstigt die gesamte Pflanzenentwicklung. Bis zu 14 Tage laufen vorgekeimte Knollen früher auf als nicht vorgekeimte. Dieser Wachstumsvorsprung führt zu einer schnelleren Knollenbildung. Wenn die Bestände vor allem im Ökoanbau durch die Krautfäuleinfektion zusammenbrechen, haben die vorgekeimten Sorten bereits einen sicheren Ertrag gebildet. 
Aber selbst, wenn es in Jahren mit geringerer Krautfäuleinfektion zu keinen Ertragsvorteilen kommt, bleiben eine gesündere Pflanzknolle und eine schnellere Abreife. Die Knollen sind nach Vorkeimung schneller schalenfest, und es kann früher geerntet werden. Dies hat Vorteile bei Problemen mit Rhizoctonia, dry-core und bei Drahtwurmfraß. Je länger die Knollen, bereits schalenfest, noch im Boden verweilen, desto wahrscheinlicher sind Verluste.

## Verfahren bei Kartoffeln

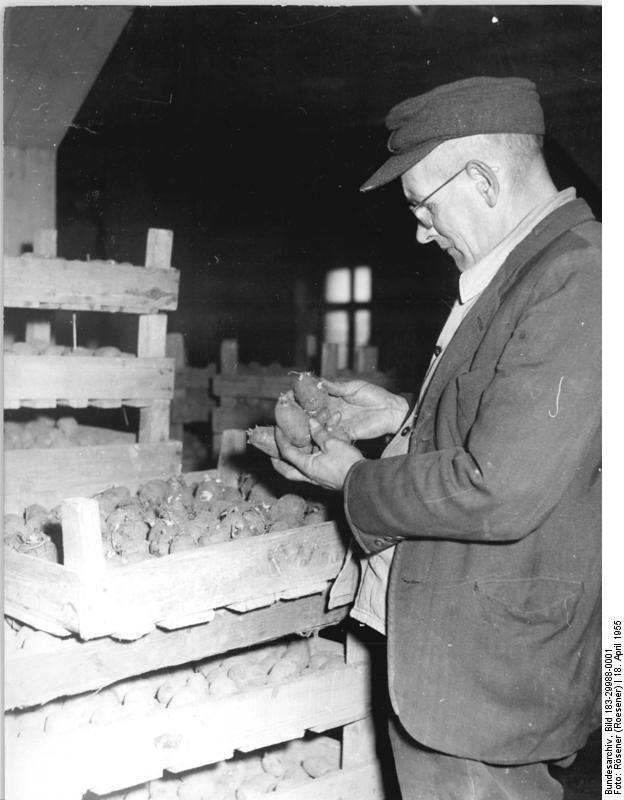
Begutachtung von vorgekeimten Kartoffeln

Am Institut für Organischen Landbau (IOL) in Bonn wurde die optimale Beleuchtungsstärke ermittelt. Es zeigte sich hierbei, dass Warmtonlampen bei einer Beleuchtungsstärke von 200 Lux die stabilsten und kürzesten Keime hervorbrachten.
Etwa 4 bis 8 Wochen vor dem Pflanzen sollte mit dem Vorkeimen begonnen werden. Bei keimträgen Sorten ist ein Wärmestoß von ca. 20 Grad Celsius über 2 bis 3 Tage vorteilhaft. Bei vorsichtiger Behandlung der entstandenen Keime erreicht man Ertragsvorteile von im Mittel rund 10 %, in Einzelfällen bis zu 40 %.

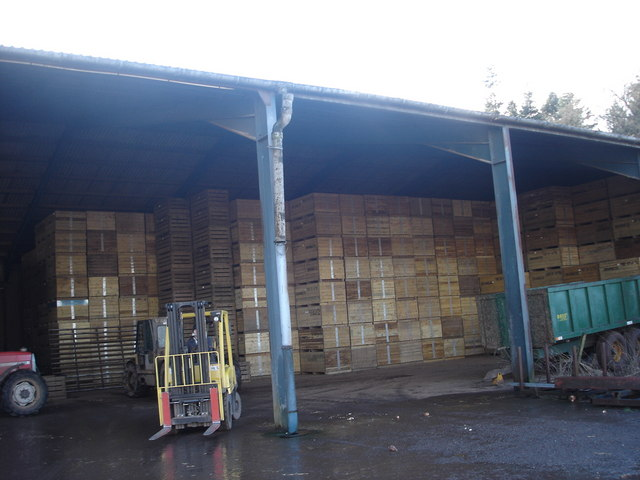
Solche Kartoffelgroßkisten eignen sich nicht zur Vorkeimung

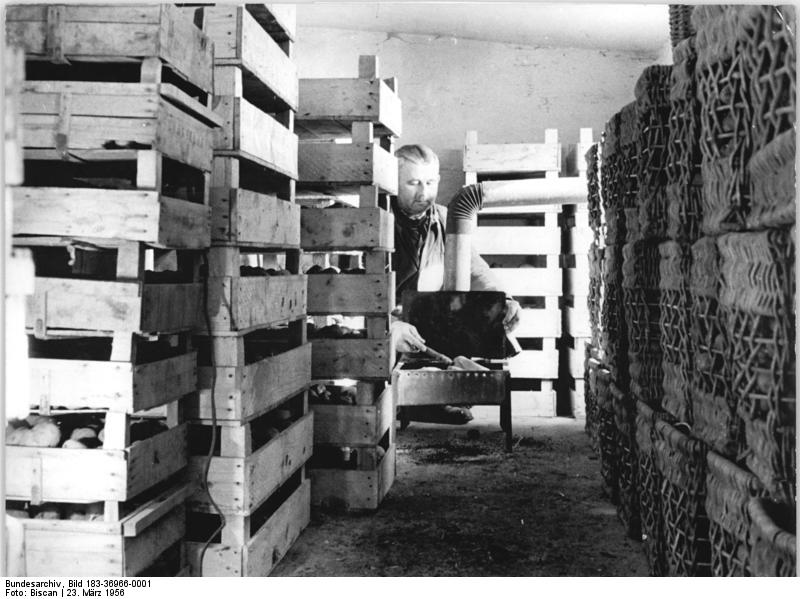
Vorkeimkisten um 1956 aus Holz

Die Kartoffeln sollten in weißen Vorkeimkisten vorgekeimt werden. Diese sind meist aus Kunststoff-Gittern und fassen rund 10 kg Kartoffeln in 2 Lagen. Zwischen den Kisten verbleibt durch die erhöhten Ecken ein Luftraum, der auch die Belichtung verbessert. Ein Patent für einen zusammenklappbaren, lichtdurchlässigen Kasten zum Vorkeimen von Kartoffeln wurde 1949 von Gerhard Sprickerhof angemeldet und am 20. Dezember 1951 erteilt.
Das Anwärmen von Großkisten und Big Bags ist für die Keimstimulierung nicht geeignet. Durch die Temperaturdifferenz im Knollenstapel bildet sich Schwitzwasser, wodurch sich Fäulniskrankheiten wie Erwina und Krankheiten wie Silberschorf schnell ausbreiten können. In der Mitte der Partie können sich Dunkelkeime bilden. Das Resultat ist ein schlechter und uneinheitlicher Feldaufgang.
Als Alternative zu den Vorkeimkisten sind Vorkeimsäcke erhältlich. Diese flachen Säcke hängen zu 10 Stück an einem Gestell und fassen jeweils rund 100 kg. Mit einem Gabelstapler werden die Gestelle transportiert und können maschinell befüllt werden. Durch wenige Handgriffe lassen sie sich öffnen und somit in die Kartoffellegemaschine einfüllen. 
Mit der Vorkeimtemperatur wird der Knollenansatz bestimmt:
- Niedrige Vorkeimtemperaturen von rund 6 Grad Celsius bewirken eine Förderung der Nebentriebe und damit eine hohe Knollenzahl. Kleiner ausfallende Ernteware ist die Folge. Vor allem bei der Pflanzkartoffelerzeugung oder bei großfallenden Sorten mit geringer Ansatzneigung (wie z. B. Agria) genutzt. Die Vorkeimzeit beträgt dann mehr als 8 Wochen.
- Durch höhere Temperaturen von rund 12 Grad Celsius wird die apikale Dominanz gefördert, d. h. der Haupttrieb unterdrückt die Bildung von Nebentrieben. Daraus resultiert ein geringerer Knollenansatz und damit eine größere Sortierung bei höher ansetzenden Kartoffelsorten wie Krone, Granola, Melina und Nicola.[5]

Mit der entsprechenden Luftfeuchte wird Ringbakteriose begrenzt und die Temperaturwirkung verstärkt. Eine relative Luftfeuchtigkeit von 80 bis 85 % ist optimal.
Als Kartoffellegemaschine sind die heute gängigen Maschinen mit Kippbunker aufgrund der Beschädigungsgefahr weniger geeignet. Riemenlegemaschinen oder Rollbandbunker sind eine geeignete Alternative.

## Abkeimen
Wenn die Keime zu früh erschienen oder zu lang geworden sind, können sie entfernt werden. So wird eine zweite multiple Keimung gefördert. Das Abkeimen sollte nur als Notlösung eingesetzt werden. Im Allgemeinen wird es von Sorten mit langer Winterruhe und langer Inkubationsdauer gut
vertragen.
Voraussetzungen für das Abkeimen sind:
- Frühzeitige Keimung und apikale Dominanz.
- Wartezeit von 2 bis 3 Wochen zwischen Abkeimung und der Pflanzung einhalten
- Abkeimung nicht unter 8 – 10 °C durchführen.
- Beschädigungen vermeiden.
- Danach weiter vorkeimen bei 15 bis 18 °C, wenig Licht und hoher Luftfeuchtigkeit.

Die multiple Keimung wird dadurch gefördert.

## Wärmeschock
Als Alternative wird das kurzzeitige Aufheizen der Kartoffeln auf Temperaturen um 15 Grad Celsius praktiziert. Da die Kartoffeln sich jedoch nicht so schnell umstellen können, kommt es in Folge zu einer späteren Knollenbildung als bei normaler Vorkeimung.

## Kosten
Bei Kartoffeln liegen die Kosten je nach technischem Aufwand und der vorhandenen Ausrüstung bei 200 bis 600 Euro je Hektar.